# チャールズ・スキャッグス
チャールズ・スキャッグス（Charles Bernard Skaggs、1965年10月25日 - ）は、アメリカ合衆国の男性プロレスラー。コロラド州デンバー出身。アフリカ系アメリカ人。2・コールド・スコーピオ（2 Cold Scorpio）、スコーピオ（Scorpio）のリングネームで知られる。

## 来歴
ロサンゼルス・ラムズ所属のNFLプレイヤーから先輩で同郷であるベイダーを慕ってモンスター・ファクトリーに入り、1987年にプロレスラーデビューを果たした。
1991年4月に新日本プロレスにプロレス留学生として参加するため初来日。フライング・スコーピオの名でジュニアヘビー級の選手として軽快な動きをみせ頭角を現す。
1993年にWCWと契約を交わして入団し、スコーピオのリングネームでマーカス・アレキサンダー・バグウェルとタッグを組んでWCW世界タッグ王座を獲得。
1994年、ECWへ移籍。現在でも使われている2・コールド・スコーピオのリングネームでサンドマンとタッグを組みECW世界タッグ王座を1度、シングルではECW TV王座を4度獲得するなど名実共に知名度を広める活躍を見せた。
1996年には東京プロレスにブラック・ウォズマなるリングネームの覆面レスラーとして参加。サブゥーやアブドーラ・ザ・ブッチャーなどと死闘を演じた。
同年11月、WWFと契約し入団。ファンクダンサーギミックでフラッシュ・ファンクのリングネームでフライガールズなるダンサー達を率いて活動するが、1997年にギミックとリングネームをスコーピオに戻してWCWで共闘したロン・シモンズやECWで抗争したテリー・ファンクなど縁のあるレスラーたちとタッグを組んだ。1998年にはECWメンバーだったアル・スノーやブルー・ミーニーとジョブ・スクワッドなるユニットを結成し、また格闘技トーナメントであるBrawl for Allに出場。一回戦では8ボールを相手に判定で勝利するが、準々決勝ではゴッドファーザーに判定で敗れた。以降、これといった活躍ができず1999年に個人的な事情でWWFから退団した。
1999年8月に全日本プロレスへスコーピオのリングネームで参戦し活躍した。2000年夏の全日本分裂時は同団体に一時的に残留したものの、その後は仲の良いベイダーに従い、2000年10月からNOAHマットを主戦場とするようになった。NOAHのタッグタイトル初代王者、初参戦のタグと返り咲くなど偉業を達する。また、同団体では外国人チームケイオスを結成し、ベイダー参戦時はサブリーダーとして、ベイダー離脱後はリーダー格として奮闘した。三沢光晴とも共闘していた時期もあり、入場時のダンスやその他のパフォーマンス、ファンサービスのきめ細かさで、老若男女問わず幅広い世代から支持を得、同団体の人気レスラー・看板外国人選手となった。
2006年にはWWEと3年契約を結び復帰。日本の主戦場であるNOAHには10月の参戦が最後となった。その為、NOAHでは大阪など各地で、業務提携しているヒューマンアカデミーで「スコーピオ・英会話教室」などのイベントを行った。同団体参戦と平行して、アメリカではROH、イギリスではFWAなどへ出場。WWEでは一度もテレビショーに出ることなく2007年5月に解雇された。
WWE解雇後はインディー団体を中心として2007年にブッカー・Tが主宰し、テキサス州を拠点とする団体であるPWA（Pro Wrestling Alliance）にトレーナー兼任で参戦。2010年にはTNAのECWリユニオンショーPPVであるHardcore Justice 2010に参戦し、CWアンダーソンと対戦して勝利。2012年9月、ChikaraのPPVであるキング・オブ・トリオにECWで共に活動したジェリー・リン、トミー・ドリーマーとエクストリーム・トリオなるチームを組んで出場した。

## 人物
- ファンサービスの良さと、入場時のダンスをはじめとするユニークなパフォーマンスで知られ、特にノア参戦時には子供や年配者のファンが多かった。そのファンサービスの良さは、子供の時の中邑真輔が感銘を受け、後にプロになった時にファンサービスを行う上で手本にしているとインタビューで語っている。
- 陽性のキャラクターを生かした、ハードヒッティングでありながらも軽快でコミカルなファイトスタイルが身上だが、ときに裏切りや激しいラフファイトを行う事があり、試合においては二面性を有している。ECWに長く在籍していた期間もあり、実はヒールファイトも得意としている。

## リングネーム
チャールズ・スキャッグスが使用したことがあるリングネーム。
- 2・コールド・スコーピオ - ECW所属時から現在に至るまで使われているリングネーム。
- スコーピオ - 全日本プロレス、NOAH参戦時に使用したリングネーム。
- フライング・スコーピオ
- トゥー・コールド・スコーピオ
- フラッシュ・ファンク - WWF（現WWE）参戦時
- ブラック・ウォズマ - 東京プロレス参戦時に、覆面レスラーとして登場した時のリングネーム。巨人の星の登場人物アームストロング・オズマのパロディー。

## タイトル歴
WCW
- WCW世界タッグ王座：1回（w / マーカス・アレキサンダー・バグウェル）

ECW
- ECW世界タッグ王座：2回（w / サンドマン）
- ECW世界TV王座：4回

プロレスリング・ノア
- GHC無差別級王座：1回 - 第4代
- GHCタッグ王座：2回 - 初代（w / ベイダー）、第9代（w / ダグ・ウイリアムス）

その他
- ハードコア殿堂：2014年

他、インディー団体を中心に多数のタイトルを獲得。

## 得意技
450°スプラッシュ
キャリアを通じて代表的なフィニッシャー。旧称はスコーピオ・スプラッシュ。またWWFではファンキー・フラッシュ・スプラッシュ、WCWではディス・ザット・ドント・ミズとも呼称された。ファイヤー・バード・スプラッシュと同じ技であり、スキャッグスは同種の技の考案者である。
タンブルウィード
コークスクリュー・サマーソルト・レッグドロップ。コーナートップからの前転してのギロチン・ドロップ。
ドロップ・ザ・ボム（BTB）
ECW時代に初公開したトップロープから後方に回転して、相手へギロチン・ドロップを落とすという驚異的な決め技。全日本登場後、公募により名称が決定した。全日本・NOAHではここ一番での奥の手、450°スプラッシュに次ぐ決め技として使用した。
ムーンサルト・プレス
トップロープから後方宙返りして決めるボディ・プレス。
サザンクロス・スプラッシュ
トップロープから側転するように飛んで決めるボディ・プレス。
カサドーラ
飛び付き前方回転エビ固め。
リバース・ファイヤーマンズキャリー・ホールド
態勢を低くして相手の正面から懐に潜り、ファイヤーマンズ・キャリーの要領で捕らえて。そのままマットに倒れ込みながら、相手を前方に背面から倒し、相手を捕まえたままブリッジして相手に覆い被さるようにしてフォールする丸め込み技。
トラース・キック
後方へ片足を高く伸ばし、足の裏で相手を蹴り飛ばす技。